# Grundtvigsk Forum
Grundtvigsk Forum er en forening med afsæt i præsten, poeten og politikeren N.F.S. Grundtvig, som holder til i bygningen Vartov, hvor Grundtvig var præst. Foreningen har medlemmer og aktiviteter i hele Danmark.

## Formål og Relevans
Grundtvigsk Forum arbejder for at udbrede kendskabet til og forståelsen af N.F.S. Grundtvigs tanker om frihed, ånd og fællesskab. Foreningen søger at anvende disse ideer i en moderne kontekst og bidrage til samfundsdebatten ved at fremme dialog og refleksion over centrale værdier i det danske samfund. Med en bred vifte af aktiviteter og arrangementer spiller Grundtvigsk Forum en vigtig rolle i at skabe et rum for åndelig og kulturel udvikling. Foreningen er også engageret i at støtte skoler og undervisningsinstitutioner med materiale og kurser, der baserer sig på Grundtvigs tanker.

## Historie
Grundtvigsk Forum blev etableret som forening i 1898 under navnet Kirkeligt Samfund og skiftede til det nuværende navn i 2007 for bedre at reflektere sin bredere kulturelle og samfundsmæssige rolle. Foreningen har cirka 14.000 medlemmer, der enten er en del af foreningens 110 lokale fællesskaber eller er personlige medlemmer. Overgangen fra Kirkeligt Samfund til Grundtvigsk Forum markerede en udvidelse af foreningens fokus til at omfatte ikke kun kirkelige spørgsmål, men også bredere kulturelle og samfundsmæssige emner.

## Aktiviteter og tilbud
Grundtvigsk Forum tilbyder en bred vifte af aktiviteter og ressourcer:
- Akademi: Arbejder med at udvikle erindringskulturen om N.F.S. Grundtvig og tilbyder kurser, foredrag og seminarer om emner relateret til Grundtvigs tanker og deres relevans i dag[6].
- Bibliotek: Rummer en omfattende samling af værker af og om N.F.S. Grundtvig, samt andre materialer relateret til dansk kultur og historie[7].
- Skoletjeneste: Grundtvigs Skoletjeneste udvikler undervisningsmaterialer i form af skrift, lyd, film og billeder, til forskellige aldersgrupper og faglige områder. Alle materialer har N.F.S. Grundtvig som udgangspunkt og er skabt med fokus på at udforske det uhåndgribelige, personlige erfaringer, eksperimenterende, mundtlig fortælling, sanser og fantasi.[5].
- Tidsskrift: Grundtvigsk Forum udgiver tidsskriftet Grundtvigsk Tidende, som fokuserer på nutiden, fortiden og fremtiden[8].

Foreningen afholder også regelmæssige arrangementer, såsom debatmøder, kulturelle events og studiekredse, der alle sigter mod at fremme dialog og refleksion over vigtige samfundsspørgsmål.

## Ledelse
Foreningens øverste ledelse er styrelsen, der vælges på årsmødet hvert år. Styrelsen er organiseret i et forretningsudvalg og tre hovedudvalg:
- Kirkepolitisk udvalg: Fokuserer på spørgsmål om kirkens rolle i samfundet og relationen mellem kirke og stat[3].
- Skolepolitisk udvalg: Arbejder med emner relateret til uddannelse og skolepolitik, inspireret af Grundtvigs tanker[3].
- Kultur- og Samfundspolitisk udvalg: Behandler bredere kulturelle og samfundsmæssige spørgsmål og fremmer Grundtvigs ideer om fællesskab og frihed i den offentlige debat[3].

## Vartov
Vartov er et historisk hus med en rig historie. Bygningen blev oprindeligt opført som et hospital i 1724 og har gennem tiden huset mange betydningsfulde personligheder og begivenheder. På grunden, hvor Vartov ligger i dag, har der tidligere været en klædefabrik i 1500-tallet, og astronomen Tycho Brahe havde et stjerneobservatorium her. I 1839 tiltrådte N.F.S. Grundtvig embedet som præst ved hospitalskirken i Vartov, en stilling han besad i 33 år. Grundtvigs tilstedeværelse gjorde Vartov til et kulturelt centrum i København, og bygningen er siden blevet uløseligt forbundet med hans navn..